# Milieuvergunning
Een milieuvergunning is een vergunning op basis van de milieuwetgeving in Nederland of België (waaronder Vlaanderen, Brussel en Wallonië).

## Nederland

### Geschiedenis
De eerste wet die zich richtte op de bescherming van het milieu en de volksgezondheid tegen gevaarlijke, schadelijke of hinderlijke (industriële) bedrijvigheden was het Keizerlijk Decreet van 15 oktober 1810, toen het huidige Nederland kort tot het Eerste Franse Keizerrijk van Napoleon behoorde. Dit decreet bleef in werking tot het werd vervangen door het Koninklijk Besluit van 1824 en daarna de Hinderwet uit 1875, die daarna nog vaak aangepast is (met name in 1896 en 1952).
De betreffende bepalingen werden op 1 maart 1993 overgeheveld naar de Wet milieubeheer (Wm) als "Titel 8.1". In oktober 2010 trad de Wet algemene bepalingen omgevingsrecht (Wabo) in werking, waardoor de milieuvergunning werd opgenomen in een (veel bredere) omgevingsvergunning. Hoofdstuk 2 van de Wabo bepaalde in 32 subartikelen aan hoe de omgevingsvergunning werkte, terwijl hoofdstuk 3 in 23 subartikelen beschreef hoe de aanvraag van een omgevingsvergunning dient te worden voorbereid. Per 1 januari 2024 zijn al deze bepalingen met enige wijzigingen als "Afdeling 5.1" (Artikel 5.1 t/m 5.43) overgenomen in de nieuwe Omgevingswet.
| Datum | Naam wet | Artikelen aangaande milieuvergunningen                      | Link |
| ----- | --- | ----------------------------------------------------------- | ---- |
| 1810  | Keizerlijk Decreet betreffende fabrieken en werkplaatsen die een ongezonde of hinderlijke geur verspreiden                | Alle artikelen (1 t/m 14)                                   |      |
| 1824  | Besluit rakende de vergunningen ter oprigting van sommige fabrijken en trafijken                                          | Alle artikelen (1 t/m 15)                                   |      |
| 1875  | Wet tot regeling van het toezigt van inrigtingen, welke gevaar, schade of hinder kunnen veroorzaken (Fabriekwet)          | Alle artikelen (1 t/m 32)                                   |      |
| 1896  | Wet tot regeling van het toezicht van inrichtingen, welke gevaar, schade of hinder kunnen veroorzaken (Hinderwet)         | Alle artikelen (1 t/m 33)                                   |      |
| 1952  | Wet houdende nieuwe regelen ter voorkoming van het veroorzaken van gevaar, schade of hinder door inrichtingen (Hinderwet) | Alle artikelen (9 hoofdstukken, verdeeld in 45 artikelen)   |      |
| 1993  | Wet milieubeheer | Titel 8.1 Vergunningen: subartikelen 8.1 t/m 8.39.          |      |
| 2010  | Wet algemene bepalingen omgevingsrecht (Wabo)                                                                             | Hoofdstuk 2: 32 subartikelen. Hoofdstuk 3: 23 subartikelen. |      |
| 2024  | Omgevingswet | Afdeling 5.1: Artikel 5.1 t/m 5.43.                         |      |

### Bepalingen
Zowel provincies als gemeenten hebben de bevoegdheid tot het verlenen van milieuvergunningen, sinds 2010 omgevingsvergunningen.
Veel inrichtingen (bedrijven en instellingen) hebben een omgevingsvergunning nodig. Vrijwel alle inrichtingen vallen namelijk als gevolg van de bedrijfsmatige activiteiten onder de Wet milieubeheer. Aan de verlening van een vergunning kunnen voorschriften worden verbonden. Uitgangspunt bij het opstellen van voorschriften wordt het Beste Beschikbare Technieken principe (BBT-principe) gehanteerd. De Beste Beschikbare Technieken is het beginsel dat ervan uitgaat dat een inrichting zoveel als economisch en technisch mogelijk is nadelige gevolgen voor het milieu beperkt. Dit is vastgelegd in artikel 2.14 van de Wet Algemene Bepalingen Omgevingsrecht (Wabo).
Met deze voorschriften wordt bijvoorbeeld gewaarborgd dat de vergunningplichtige inrichting binnen de gestelde geluidsnormen opereert. Ook komen voorschriften ter voorkoming van stankhinder en verontreiniging veel voor.
Sinds 1 januari 2008 is het Activiteitenbesluit van kracht. In dit Activiteitenbesluit milieubeheer (zoals het sinds 1 januari 2013 heet) worden voor veel bedrijven algemeen geldende voorschriften gesteld waardoor voor deze bedrijven de vergunningsplicht vervalt en kan worden volstaan met het indienen van een melding (type B bedrijven). 
Voor bedrijven die zijn genoemd in bijlage 1 van het Activiteitenbesluit (type C bedrijven) en voor IPPC bedrijven geldt dat zij nog steeds een vergunning moeten aanvragen. 
Een vergunning is nodig om een bedrijf:
- op te richten
- in werking te hebben
- te veranderen
- de werking ervan te veranderen

Een Procedure milieuvergunning zou circa zes maanden moeten duren (uniforme openbare voorbereidingsprocedure, afdeling 3.4 Awb). In de praktijk blijkt dit vaak niet haalbaar.
Wanneer een bedrijf, in het bezit van een adequate vergunning, iets binnen de inrichting gaat veranderen en deze verandering heeft alleen gunstige of geen gevolgen voor het milieu en past binnen de ruimte van de vergunning, dan hoeft de verandering alleen gemotiveerd en schriftelijk te worden gemeld (een zogenaamde artikel 8.19 melding Wet milieubeheer). Een meldingsformulier artikel 8.19 Wm is (digitaal) verkrijgbaar bij de gemeente.

## België

### Vlaanderen
In Vlaanderen worden milieuvergunningen sedert 1991 afgegeven op basis van het Milieuvergunningsdecreet uit 1985 en het uitvoeringsbesluit daarvan, VLAREM (Vlaams Reglement betreffende de Milieuvergunning) [zie aldaar].
Per 23 februari 2017 wordt de milieuvergunning met de bouwvergunning samengevoegd naar de nieuwe omgevingsvergunning.

### Brussel
In het Brussels Gewest is een milieuvergunning vereist voor een 200-tal inrichtingen die zijn vastgelgd op de “Lijst van ingedeelde inrichtingen”.